# Milkilu
Milkilu (Milku ist der Gott) war Statthalter oder Fürst der Stadt Gezer in Alt-Israel zur Amarna-Zeit. Er ist aus den Amarna-Briefen bekannt. Die Briefe berichten vor allem von Fehden zwischen den einzelnen Fürsten in Palästina. Eine besondere Bedrohung stellten die Apiru dar, bei denen es sich anscheinend um kriegerische Banden handelte. Milkilu erscheint in verschiedenen Briefen anderer Fürsten, die ihn beschuldigen Krieg zu führen. Ein Brief des ägyptischen Königs an Milkilu ist erhalten (EA 369). Die Briefe sind nicht datiert. Sie können daher nicht geordnet werden und es lässt sich keine Chronologie der Ereignisse erstellen. Auch der Name des ägyptischen Königs ist nicht mit letzter Sicherheit zu bestimmen. Es kommt vor allem Echnaton in Frage, unter dem die meisten Amarna-Briefe datieren.

## Die Briefe
- EA 249: Beschwerde des Baluursag, dass Milkilu seine Soldaten schlecht behandelt
- EA 250: Beschwerde des Baluursag wegen Milkilu
- EA 254: Beschwerde des Labayu wegen Angriffen des Milkilu
- EA 267: Milkilu bestätigt, dass er einen Befehl des ägyptischen Königs ausgeführt hat
- EA 268: Brief des Milkilu, Inhalt unklar. Es werden Geschenke genannt
- EA 269: Milkilu bittet um Bogenschützen
- EA 270: Milkilu beklagt sich über Yanchamu (einen Beamten des ägyptischen Königs), dass dieser Milkilu erpresst
- EA 271: Milkilu und Suwardatta werden bedroht von den Apiru
- EA 273: Brief der Ninurman, die regierende Herrscherin war, sie vermerkt, dass zwei Söhne des Milkilu beinahe getötet wurden
- EA 286: Beschwerde des Abdi-Hepa (Herrscher von Jerusalem) über Milkilu (in umgekehrter Schreibung Ilimilku), der das Land zugrunde richtet
- EA 287: Abdi-Hepa beschwert sich über Milkilu, der die Stadt Qiltu angegriffen habe
- EA 289: Abi-Hepa beschwert sich über weitere Eroberungen des Milkilu
- EA 290: Abi-Hepa beschwert sich über weitere Eroberungen des Milkilu
- EA 369: Brief des ägyptischen Königs an Milkilu; der Herrscher sendet Geschenke und wünscht als Gegengabe sehr schöne (weibliche) Mundschenke